# Montagne de Cotagne
La montagne de Cotagne est une montagne de France située en Haute-Savoie.

## Géographie

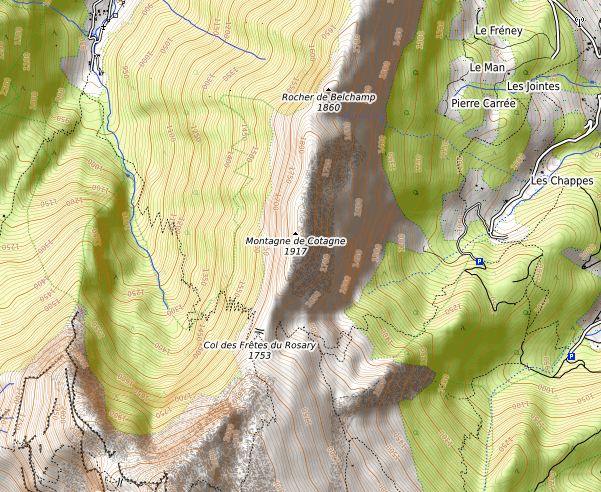
Carte topographique.

Allongée selon un axe nord-sud, la montagne se trouve sur le flanc Nord-Est de la Tournette. Elle est entourée à son extrémité Nord par Thônes et sa cluse, sur son flanc Est par le val Sulens et sur son flanc Ouest par la vallée de Montremont. Au sud, elle est reliée à la Tournette par le col des Frêtes de Rosairy à 1 752 mètres d'altitude. Le sommet de la montagne de Cotagne s'élève à 1 886 mètres d'altitude et comporte une antécime au nord, le rocher de Belchamp, à 1 860 mètres d'altitude.
La montagne tient son nom du chalet de Cotagne situé sur son flanc Nord, but d'un sentier de randonnée au départ de Thônes.
D'un point de vue géologique, la montagne est un crêt formé d'une falaise de calcaire urgonien qui constitue le prolongement méridional du mont Lachat par-delà la cluse de Thônes au nord.

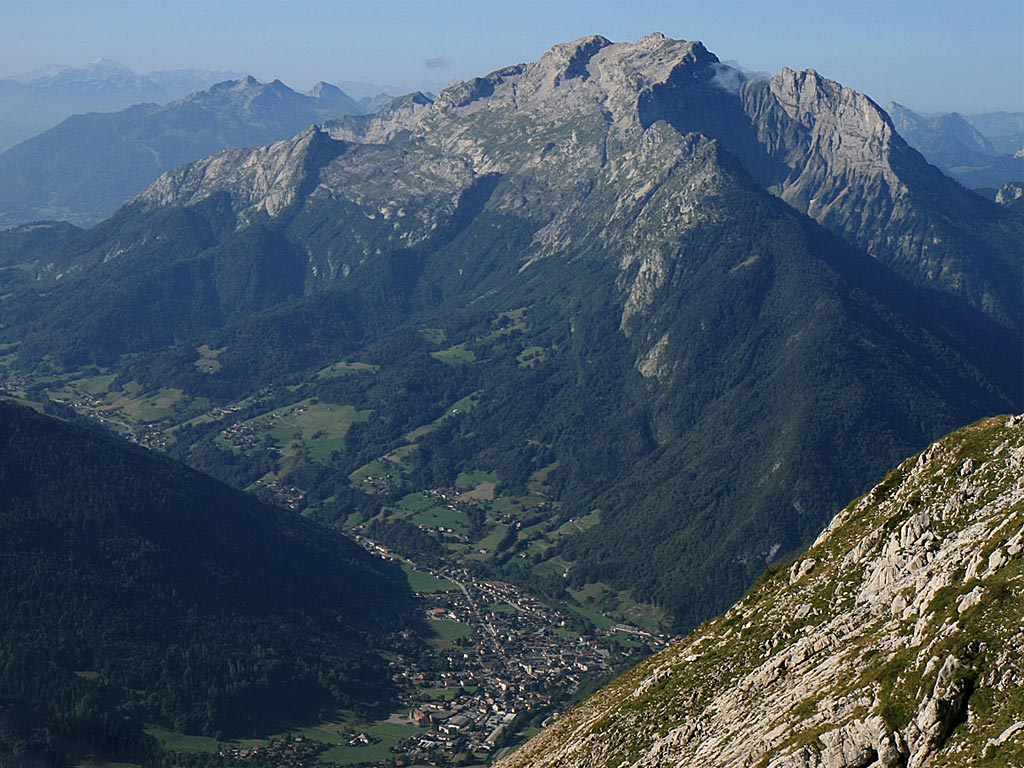
Vue en direction du sud depuis le mont Lachat du village de Thônes dominé par la Tournette avec entre les deux la montagne de Cotagne.